# Christine Walde
Christine Walde (* 25. November 1960 in Freudenstadt) ist eine deutsche Altphilologin.

## Leben
Christine Walde studierte von 1980 bis 1989 Latinistik, Gräzistik und Anglistik an der Eberhard Karls Universität Tübingen. Während des Studiums und danach arbeitete sie in der Redaktion der Reihe Aufstieg und Niedergang der römischen Welt (ANRW) und an Kindlers Neuem Literaturlexikon mit. 1990 wurde sie in Tübingen promoviert und arbeitete anschließend bis 1993 am Sigmund Freud-Institut in Frankfurt am Main beim Projekt Das antike Erbe in der psychoanalytischen Traumforschung Freuds, das von der Volkswagenstiftung gefördert wurde. Von 1993 bis 2001 (unterbrochen von einem Habilitationsstipendium der DFG von 1994 bis 1997) war sie Wissenschaftliche Assistentin und zeitweise Lehrstuhlvertreterin an der Universität Basel, wo sie sich 1998 in Klassischer Philologie habilitierte. Von 2001 bis 2005 war sie ebendort Assistenzprofessorin (SNF). 2005 folgte sie einem Ruf an die Johannes Gutenberg-Universität Mainz auf den Lehrstuhl für Klassische Philologie/Latinistik als Nachfolgerin von Jürgen Blänsdorf.